# Lissoir (Houyet)
Pour les articles homonymes, voir Lissoir.
Lissoir (en wallon : Liswer) est un hameau belge de la section de Hour, faisant partie de la commune de Houyet, dans la province de Namur.

## Situation
Lissoir est un hameau situé en Famenne namuroise au nord de Hour et de Havenne. Il est implanté à l'intérieur d'un  méandre de la Lesse et en rive gauche, à une vingtaine de mètres au-dessus du niveau de ce cours d'eau. Le hameau situé à l'altitude de 140 à 150 m est constitué d'une quinzaine d'habitations alignées le long de l'unique rue en cul-de-sac de la localité.

## Patrimoine
Cette petite localité rurale est principalement constituée de maisons, fermes et fermettes bâties en brique. 
Une petite chapelle en briques blanchies avec ouvertures cintrées se situe en face de la maison sise au no 11. Elle est accessible par quelques marches. Au-dessus du pignon avant comprenant une niche vitrée, se dressent une croix en fer forgé ainsi qu'une petite cloche apparente sous abri. 
La grande maison située au no 15 est une construction du milieu du XIXe siècle en brique à double corps haute de quatre niveaux (trois étages) et de trois travées. Les encadrements rectangulaires de la porte d'entrée et des baies vitrées sont réalisés en pierre calcaire.

## Source et lien externe
Inventaire Régional du patrimoine